# 山形市消防本部
山形市消防本部（やまがたししょうぼうほんぶ）は、山形県山形市の消防部局（消防本部）。

## 沿革
- 1949年　山形市消防団常備部を発展解消する形で山形市消防本部を本署1、出張所(東、北、南)3の体制で開設。
- 1956年　西出張所開設。
- 1958年　高楯出張所開設。
- 1967年　あこや出張所開設。
- 1972年　現在地に本部・本署が移転。これに伴い旧本署を中央出張所とし、あこや出張所を東出張所に改称して旧東出張所を廃止、更に蔵王温泉出張所を開設した。
- 1977年　白川出張所開設。
- 1991年　中央出張所、東出張所を統合し東出張所に一本化。
- 2004年　平成16年7月新潟・福島豪雨、新潟県中越地震に緊急消防援助隊を派遣。
- 2008年　岩手宮城内陸地震に緊急消防援助隊を派遣。
- 2008年　本署の特別救助隊を高度救助隊（山形スーパーレスキュー）に昇格。
- 2011年　東北地方太平洋沖地震に伴う東日本大震災に緊急消防援助隊を派遣。
- 2012年　北出張所と西出張所を統合し西崎出張所を新設[1]。
- 2017年　4月1日、消防署西崎出張所が西消防署に昇格。また、西崎出張所の特別救助隊を高度救助隊に昇格。これにより山形市は高度救助隊の完全な2隊体制に。
そして、組織の名称を次のように変更。
  - 山形市消防署本署→山形市東消防署本署
    - 山形市消防署東出張所→山形市東消防署小荷駄町出張所
    - 山形市消防署蔵王温泉出張所→山形市東消防署蔵王温泉出張所
    - 山形市消防署高楯出張所→山形市東消防署高楯出張所

  - 山形市消防署西崎出張所→山形市西消防署本署
    - 山形市消防署南出張所→山形市西消防署成沢出張所
    - 山形市消防署天神町白川出張所→山形市西消防署天神町出張所

## 組織
- 本部－総務課、予防課、警防課、通信指令課、救急救命課
- 消防署

## 主力機械
2024年1月11日現在
- 消防ポンプ自動車：3
- 水槽付消防ポンプ自動車：6
- はしご付消防自動車：1
- 屈折はしご付消防自動車：1
- 化学消防自動車：2
- 高規格救急車：10
- 救助工作車：2
- 指揮車：2
- 特殊災害車：1
- 支援車：1[3]
- 重機搬送車:1
- 人員輸送車：１
- 多目的搬送車：１
- 小型パワーショベル:1
- 小型動力ポンプ：20
- 緊急搬送車：2
- 予防車：6
- 連絡車：7
- 査察車：9
- 機動連絡車：1

## 消防署
| 消防署         | 住所       | 出張所                                                                           |
| -------------- | ---------- | -------------------------------------------------------------------------------- |
| 山形市東消防署 | 緑町4-15-7 | 小荷駄町：小荷駄町5-29 高楯：大字十文字字大原448-4 蔵王温泉：蔵王温泉字堰神680-6 |
| 山形市西消防署 | 西崎9-1    | 成沢：成沢西4-6-19 天神町：天神町53                                              |